# Euphorbia punicea
Euphorbia punicea es una especie fanerógama perteneciente a la familia de las euforbiáceas. Es endémica del Caribe.

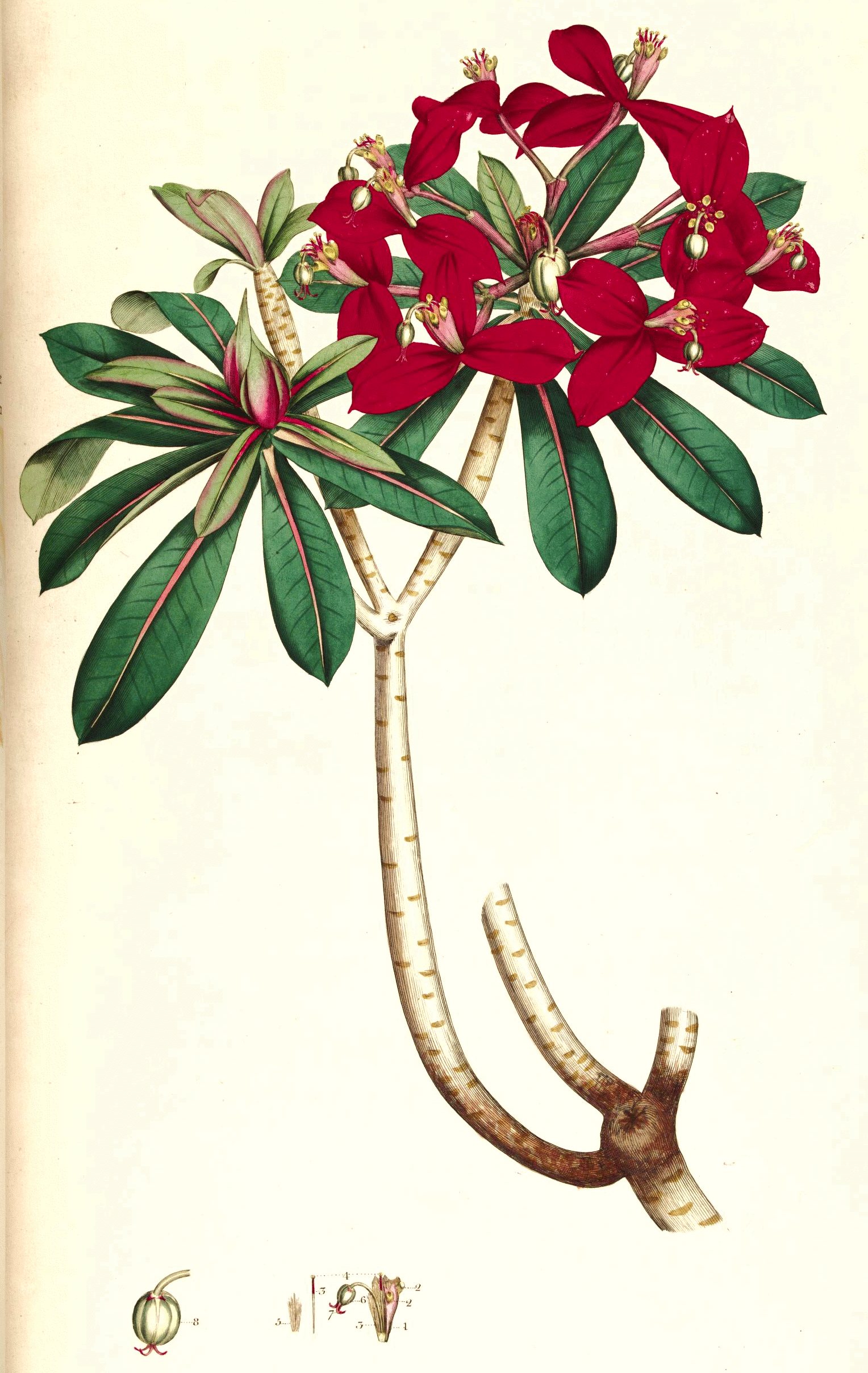
Ilustración

## Descripción
Es una planta suculenta con las inflorescencias en ciatios.

## Taxonomía
Euphorbia punicea fue descrita por Peter Olof Swartz y publicado en Nova Genera et Species Plantarum seu Prodromus 76. 1788.
Etimología
Euphorbia: nombre genérico que deriva del médico griego del rey Juba II de Mauritania (52 a 50 a. C. - 23), Euphorbus, en su honor – o en alusión a su gran vientre –  ya que usaba médicamente Euphorbia resinifera. En 1753 Carlos Linneo asignó el nombre a todo el género.
punicea: epíteto latino que significa "de color rojizo púrpura".
Sinonimia
- Tithymalus puniceus (Sw.) Haw. (1812).
- Adenorima punicea (Sw.) Raf. (1838).
- Poinsettia punicea (Sw.) Klotzsch & Garcke (1859).
- Euphorbiodendron puniceum (Sw.) Millsp. (1909).
- Euphorbia troyana Urb. (1908).
- Euphorbiodendron troyanum (Urb.) Millsp. (1909).[4][5]